# Иконописна школа Рафаиловић-Димитријевић
Иконописна школа Рафаиловић-Димитријевић је бококоторска иконописна и сликарска школа активна у Рисну од краја 17. до друге половине 19. вијека.

## Историјат породице
Претпостављало се да су Димитријевићи-Рафаиловићи у Рисан дошли из „Старе Србије“ или Македоније. Гордана Томић претпоставља да они потичу из области између Пећи и Колашина.
У пет генерација ова сликарска школа је дала једанаест зографа (иконописаца). Стварали су у Приморју, Црној Гори и Херцеговини. Њихова дела су могу пронаћи у већини цркви у Боки, збирци Завичајног музеја на Топлој, Ризници манастира Савине, црквама полуострва Луштице, Дубровачкој галерији умјетнина, Сплитској галерији, Народном музеју у Београду и у приватним збиркама.
Осим основних биографских података, мало је доступних чињеница о животу и раду иконописаца и сликара Рафаиловића и Димитријевића. Прву научну публикацију о иконописној школи објавио је Младен Црногорчевић под насловом Биљешке о српским живописцима, у Дубровнику 1896. године.
Димитријевићи-Рафаиловићи су се понекад потписивали као Даскал или Даскаловић. Заједно са Максимом Тујковићем из Грбља (18. век) и Илијом Петковићем из Луштице (19. век), представљали су бококоторску иконописну школу.
Поред византијских, на њихово стваралаштво утицали су итало-грчки, романички, ренесансни и готички утицаји. Др Павле Мијовић наводи да су се сликари-мајстори Бококоторске иконописне школе Димитријевић-Рафаиловић издвојили из тока струјања касне српске иконописне умјетности употребом јарких боја без тонских прелива, експресивно наглашеним обрисом и минијатурним обликом; да управо наивности која се никада није спустила до нивоа фолклора, дугују своју широку популарност и допадљивост. Уметност ствараоца сликарске школе је значајно утицала на целокупуну уметност и естетику Боке которске.
Гробна места последњих сликара из ове породице налазе се у Сутвари.

## Најистакнутији чланови породице

### Димитрије
Родоначелник породице, рођен у Рисну око 1660. године. Прво његово познато дело је у цркви Светог Луке у Котору (1689). Сликао је фреске и иконостас у цркви Свете Петке у селу Мркови на Луштици. У манастиру Морача налази се једна његова икона из 1713. Око 1692. живописао је црквицу Светог Георгија у селу Шишићи и црквицу Светог Мине у селу Пријеради, која је срушена. Најзначајније његове фреске су у цркви Светог Николе у Пелинову (1717-1718), где је, поред циклуса Велих празника, живота Богородице и Светог Николе, Димитрије оставио и црквени календар, где је, сваки дан у години приказао са једном или више фигура. Димитрије је стилски био под утицајем пећко-дечанске школе 17. века, а нарочито зографа Радула. Димитријевићи-Рафајловићи стилске и иконографске поуке стекли су превасходно из Радулових сликарских остварења.

### Гаврило Димитријевић
Димитријев син Гаврило рођен је крајем 17. века у Рисну. Умро је у првој половини 18. века. Познат је по дуборезом украшеној икони Успење у манастиру Морача из 1713. У његовој икони Покров Богородице приметан је утицај руске школе иконописа.

### Данил Димитријевић
Други Димитријев син живописао је црквицу Светог Николе у селу Главати у Грбљу, која је почетком 20. века порушена.

### Ђорђе Димитријевић
Трећи Димитријев син радио је иконе и иконостасе. Потписао је 1740. икону-читуљу Симе Тумановића у манастиру Савина. Ђорђе је сликао иконостасе у грбаљским сеоским црквама:
- Светог Спаса у Ластви (1747),
- Светог Георгија у Шишићима (1759).[7]

### Рафаило Димитријевић
Четврти Димитријев син рођен је око 1700. године у Рисну. Његови најзначајнији иконостаси били су у:
- Манистиру Пива (1745),
- Цркви Свете Петке у Подмаинама (1747),
- Цркви Свете Госпође у Подмаинама (1747),
- Манастиру Добрићево,
- Цркви Светог Георгија у Љешевићима (1752),
- Цркви Рождества Богородице у Забрђу (1754),
- Цркви Успења у Његушима (Празнични циклус на иконостасу, 1756).[7]

### Петар Рафаиловић
Рафаилов син радио је на иконостасима:
- Цркве Свети Стефан у Врановићима (1770),
- Цркве Свети Лазар у Мркови (1770),
- Манастира Бања код Рисна (1775-1776).

Осамдесетих година 18. века напушта иконопис и сели се са породицом у Грчку.

### Василије Рафаиловић
Други Рафаилов син радио је углавном за владику Петра I. Василијеви иконостаси су обиловали закаснелим барокним декоративним елементима. Познати су његови иконостаси у:
- Манастиру Брчела у Црмници (1782),
- Цркви Светог Јована у Грађанима, Ријечка Нахија (1785),
- Манастиру Градиште у Паштровићима (1796),
- Цркви Светог Томе у Кутима код Херцег Новог (1799),
- Цркви Светог Јована у Доњим Сеоцима у Црмници (1806).[7]

### Георгије Василијев Рафаиловић
Василијев син израдио је иконостасе за:
- Цркву Светог Андреје у Забрђу (1802),
- Цркву Свете Недеље у Забрђу (1802),
- Цркву Светог Николе у Љешевићима Грбаљским (1802),
- Цркву Светог Јована у Загори Грбаљској (1803),
- Цркву Светог Георгија у Горовићима (1804),
- Цркву Светог Стефана у Врановићима (1816).

Георгије се под утицајем итало-критских и руских иконописаца донекле удаљио од иконописног стила својих предака.

### Христофор Василијев Рафаиловић
Други Василијев син умро је у Наљежићима око 1860. Христофор је радио иконостасе у:
- Цркви Светог Ђорђа у Сутвари (1825),
- Цркви Светог Михаила у Ковачима (1834),
- Цркви Светог Илије у Петровцу.

Заједно са братом Георгијем радио је иконостасе у цркви Свете Текле у Цеклину (1816) и цркви Светог Андреје у Дупилу (1836). Напустивиши породичну традицију, под утицајем итало-критских иконописаца иконе му личе на монохромне графике. Са његовим синовима, иконописцима Ивом и Јовом, завршава се иконописачка вештина у породици Рафаиловић-Димитријевић.